# Azeban
Azeban este un spirit de păcălitor în mitologia Abenaki. Azeban păcălea animalele și alte ființe pentru hrană sau servicii.

## Legături externe
- http://www.native-languages.org/azeban.htm